# Chrastava
Chrastava (en allemand : Kratzau) est une ville du district et de la région de Liberec, en Tchéquie. Sa population s'élevait à 6 315 habitants en 2025.

## Géographie
Chrastava est située dans le nord de la région historique de Bohême, à 9 km au nord-ouest de Liberec et à 91 km au nord-est de Prague, au confluent de la Jeřice et de la Neisse.

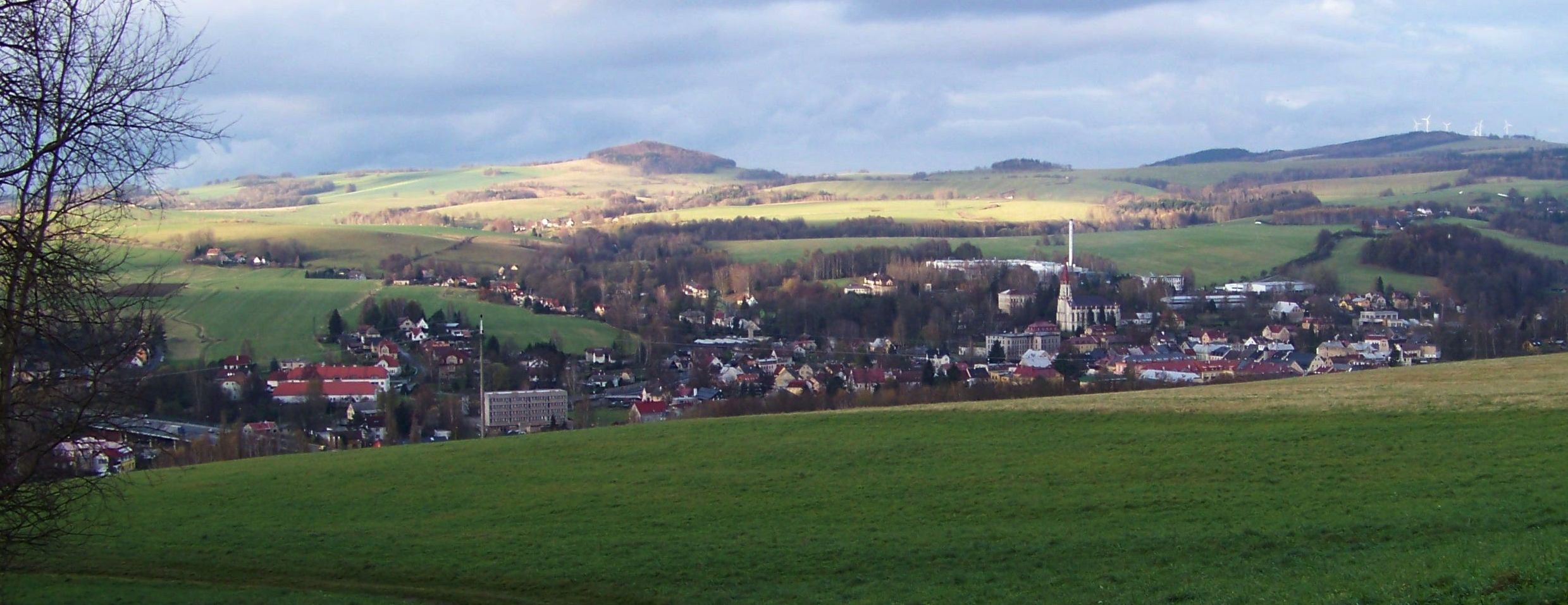
Vue générale de Chrastava.

La commune est limitée par la Pologne au nord, par Heřmanice, Frýdlant et Nová Ves à l'est, par Liberec et Kryštofovo Údolí au sud, et par Bílý Kostel nad Nisou et Hrádek nad Nisou à l'ouest.

## Histoire
La première mention écrite de la localité date de 1352, pour le paiement d'une dîme.
Durant les guerres hussites, Mikuláš (de Kajšperk) a, depuis un château en bois, organisé des razzias en Lusace, jusqu'en 1433, avec la destruction de la ville par l'Armée des six villes (Kamenz, Löbau, Bautzen, Zittau, Görlitz et Lubań).
Une fois les minerais épuisés, la population restante s'engage dans l'industrie textile, surtout à partir de 1815 (Pollack). La ville compta jusqu'à un maximum de dix usines textiles. À partir de 1859, la ligne de chemin de fer Zittau–Liberec, favorise le développement de Chrastava. Un palais de justice est ouvert en 1870.
Durant la Seconde Guerre mondiale,, la ville fait partie de la région des Sudètes et donc du Troisième Reich, et accueille
- deux camps normaux de travail :
  - usine de Spreewerk (en)(armement, aujourd'hui Elitex), essentiellement des Français,
  - dépôt (aujourd'hui dépôt d'OTS Elitex), surtout des Luxembourgeois,
- deux camps de concentration :
  - Saint-Jean, près du réservoir/déversoir : logements des hommes et femmes de la SS, logements de femmes et filles juives, surtout polonaises et ukrainiennes (Halytch), travaillant pour l'usine Cichorius (aujourd'hui Mykana),
  - usine Jäger (armement), en direction de Bily Kostel.

Après 1945, a lieu l'expulsion des Allemands de Tchécoslovaquie après la Seconde Guerre mondiale à la suite des décrets Beneš, et la population tombe de 8 000 à 3 000.
Après 1990, le renouveau commence.

## Administration
La commune se compose de sept sections :
- Chrastava
- Andělská Hora
- Dolní Chrastava
- Dolní Vítkov
- Horní Chrastava
- Horní Vítkov
- Víska
- Vysoká

## Galerie

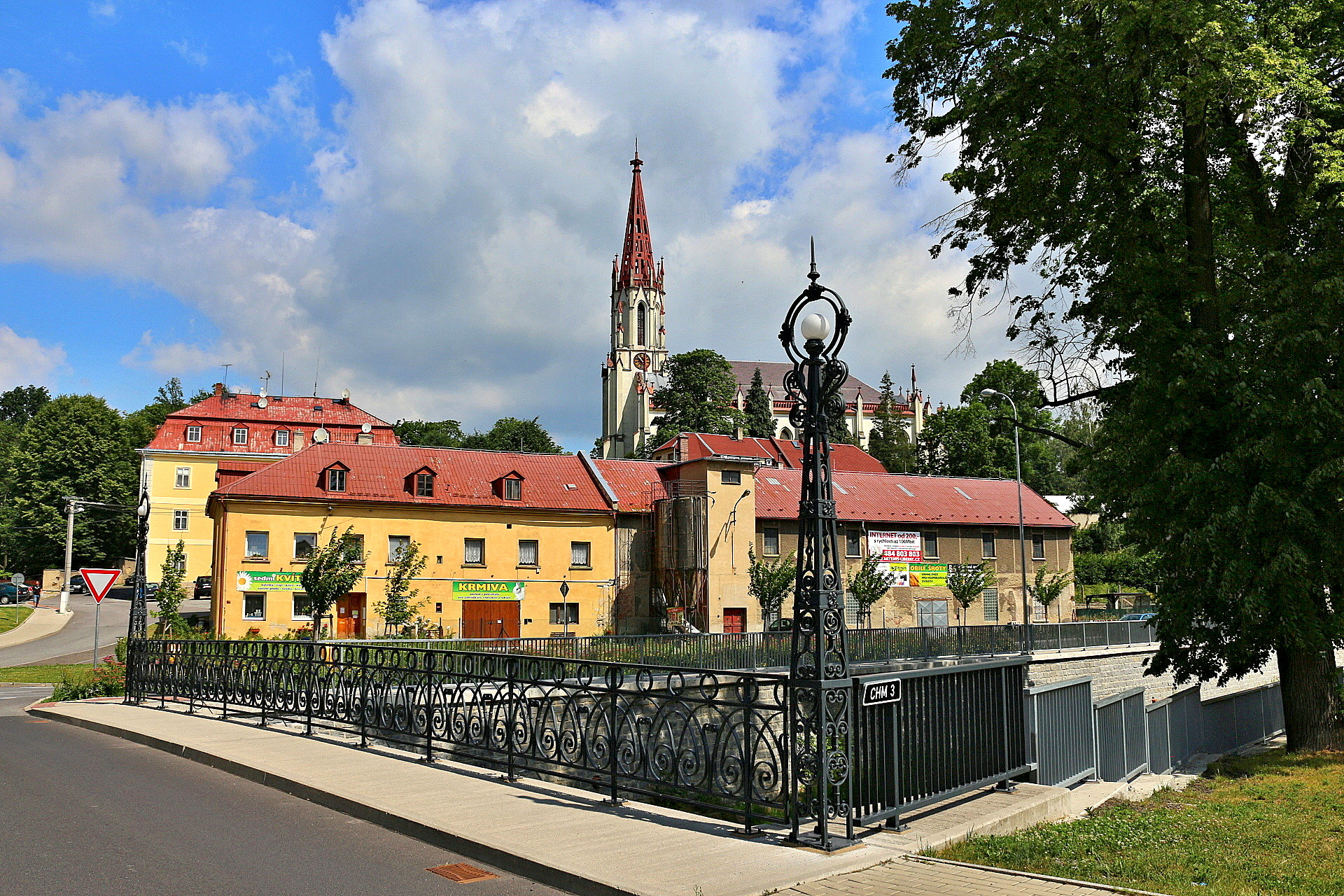
Chrastava  : pont et église.
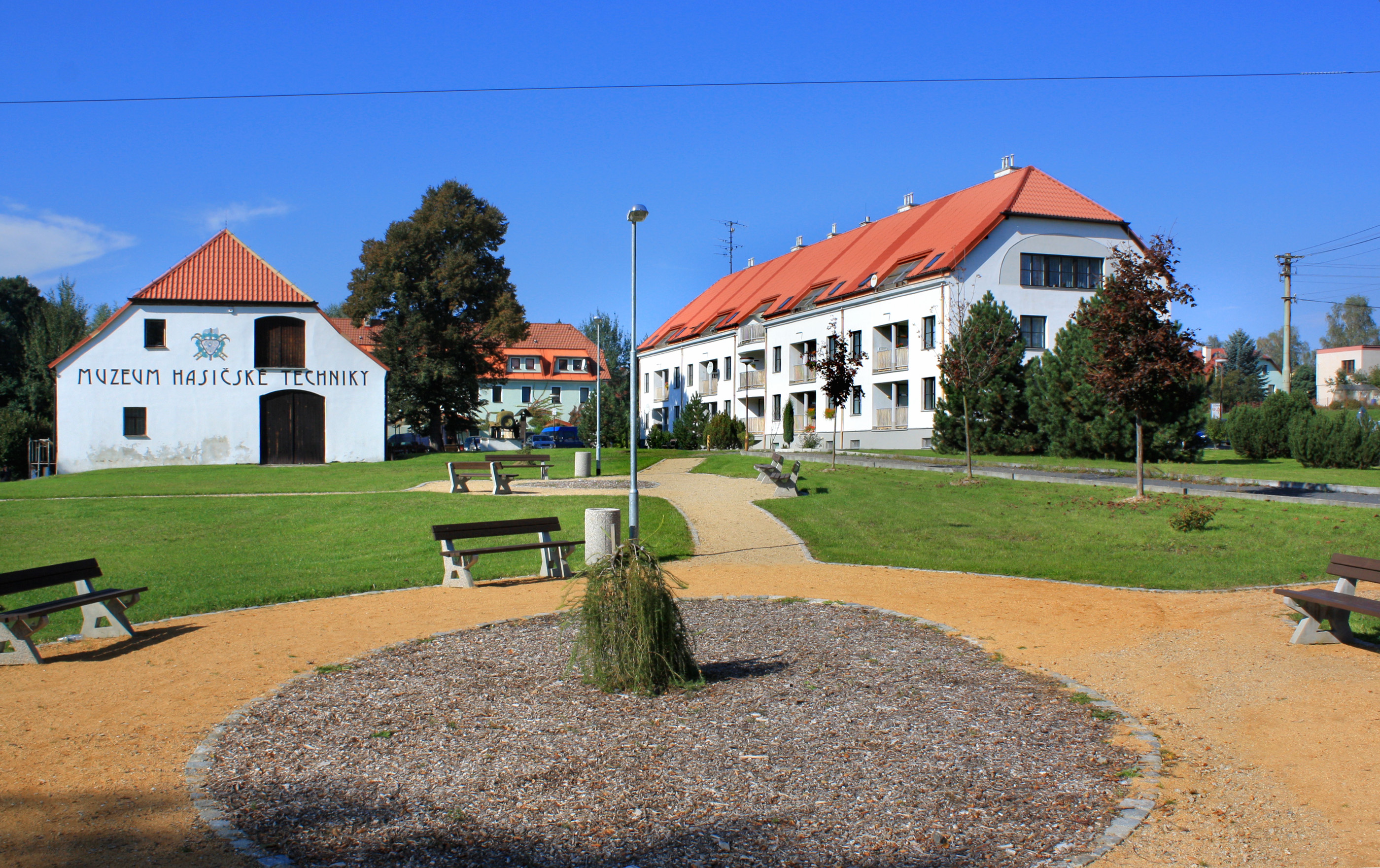
Dolní Chrastava.

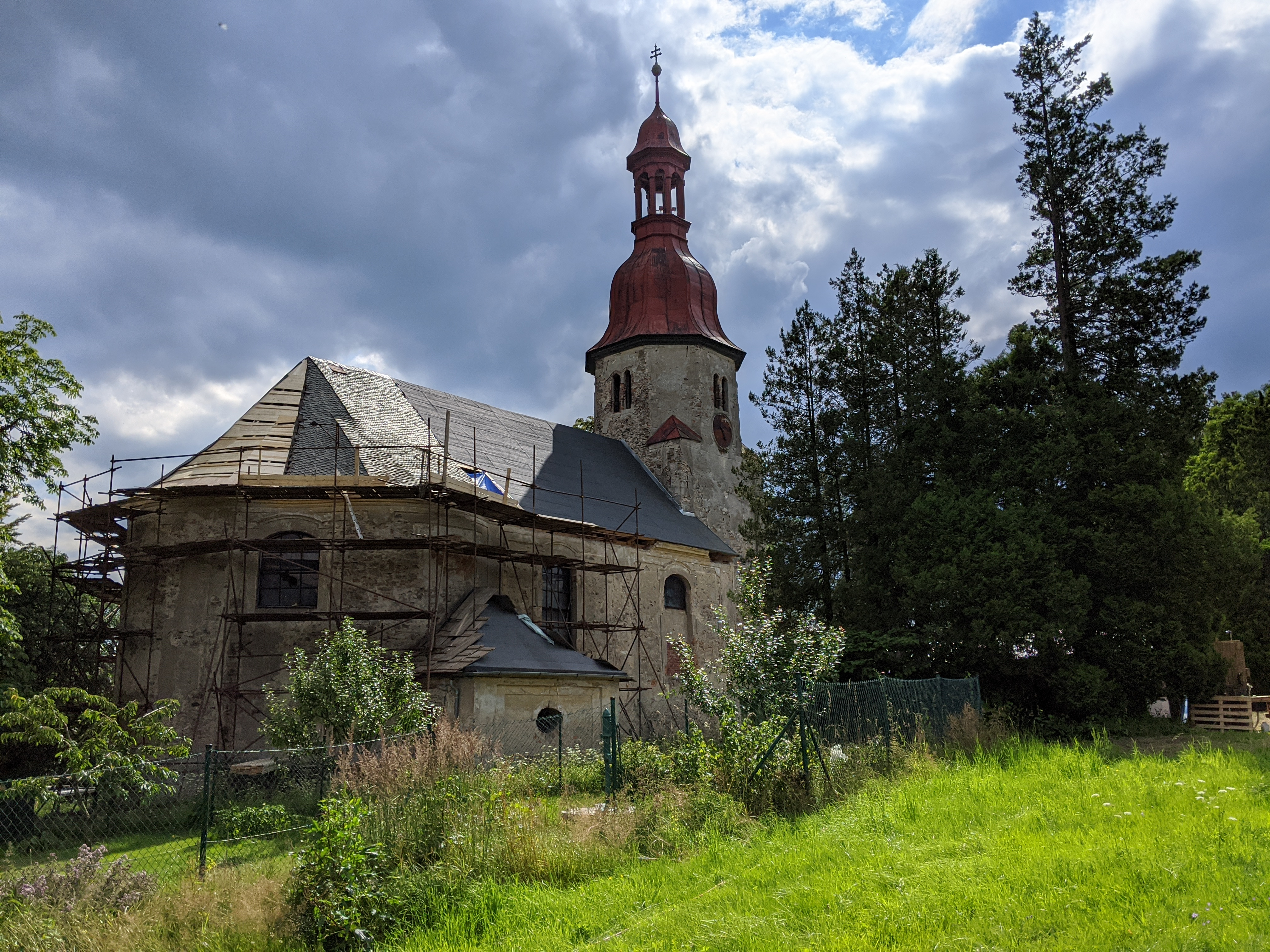
Horní Vítkov : Église de la Visitation de la Vierge Marie.
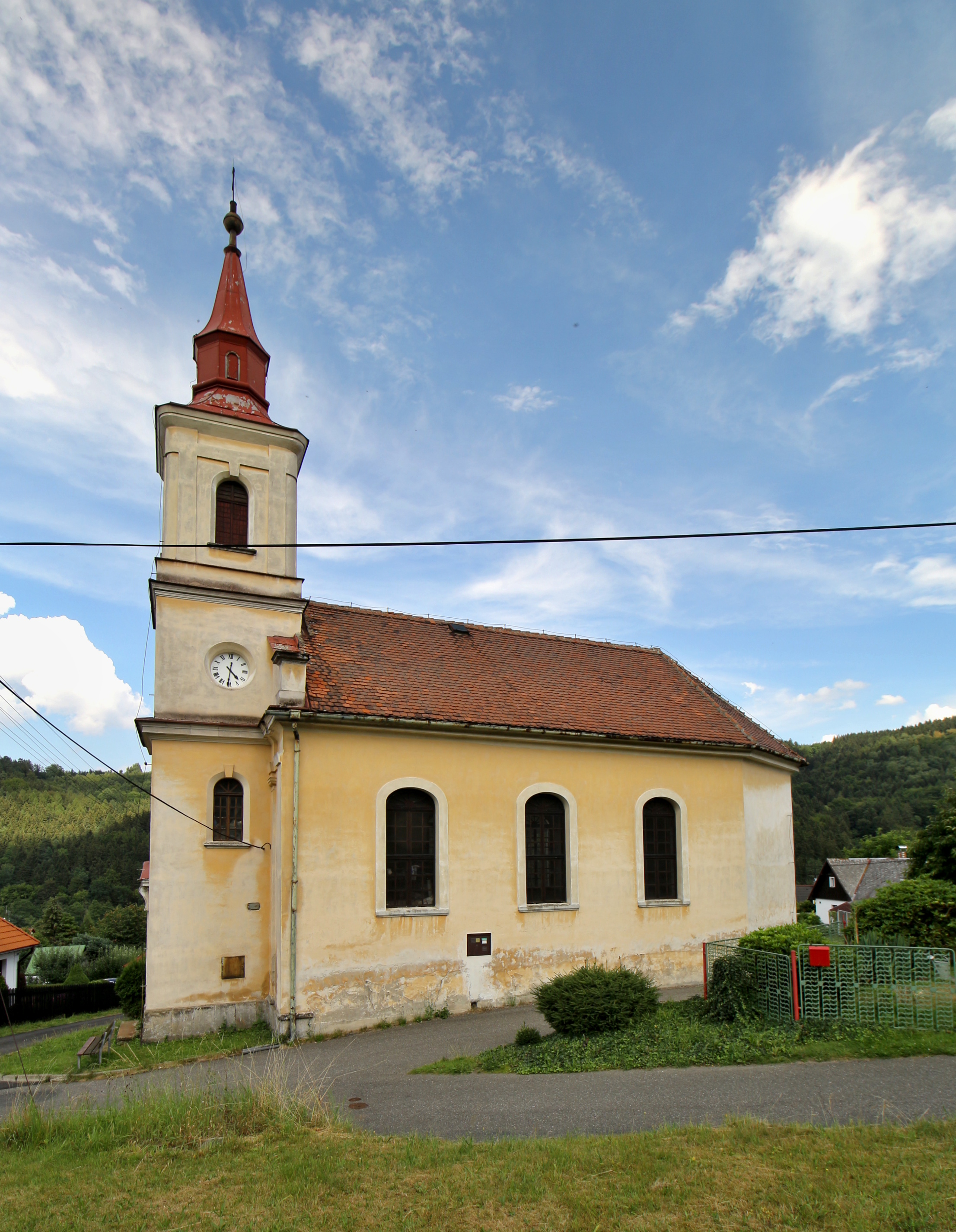
Andělská Hora : église Notre Dame des Neiges.
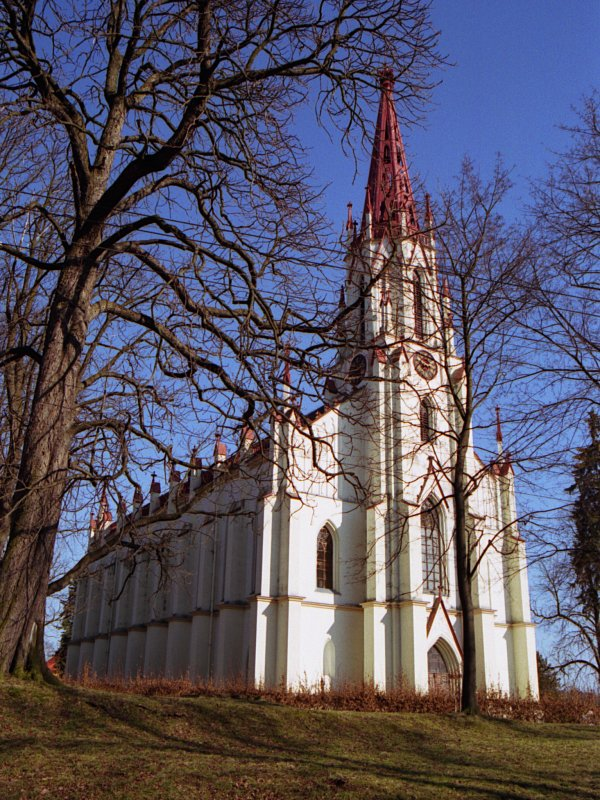
Église Saint-Laurent à Chrastava.

## Population
Recensements (*) ou estimations de la population :
| 1869* | 1880* | 1890* | 1900* | 1910* | 1921* |
| ----- | ----- | ----- | ----- | ----- | ----- |
| 6 680 | 6 814 | 6 781 | 6 983 | 7 671 | 6 996 |

| 1930* | 1950* | 1961* | 1970* | 1980* | 1991* |
| ----- | ----- | ----- | ----- | ----- | ----- |
| 7 264 | 4 654 | 4 807 | 4 900 | 5 200 | 5 597 |

| 2001* | 2011* | 2016  | 2017  | 2018  | 2019  |
| ----- | ----- | ----- | ----- | ----- | ----- |
| 5 944 | 6 013 | 6 213 | 6 189 | 6 224 | 6 281 |

| 2020  | 2021* | 2022  | 2023  | 2024  | 2025  |
| ----- | ----- | ----- | ----- | ----- | ----- |
| 6 298 | 6 091 | 6 260 | 6 316 | 6 340 | 6 315 |

## Transports
Par la route, Chrastava se trouve à 9 km de Liberec et à 118 km de Prague.

## Jumelages
- Eichstätt (Allemagne)
- Lwówek Śląski (Pologne)